# Jannik Fischer
Jannik Fischer (* 29. Juni 1990 in Baar ZG) ist ein Schweizer Eishockeyspieler, der seit Juli 2024 beim HC Ajoie aus der National League unter Vertrag steht und dort auf der Position des Verteidigers spielt. Sein älterer Bruder Simon Fischer ist ebenfalls professioneller Eishockeyspieler.

## Karriere
Fischer wurde als Junior in der Nachwuchsabteilung des EV Zug ausgebildet. Im Lauf der Saison 2008/09 gab er für EVZ sein Debüt in der National League A (NLA). Dank Leihvereinbarungen kam er im Laufe der Jahre für den EHC Chur und SC Langenthal in der National League B (NLB) zum Einsatz. Im Sommer 2010 unterschrieb der Verteidiger einen Vertrag beim NLA-Verein Genève-Servette HC, wurde aber an den Lausanne HC verliehen, um in der NLB weitere Spielpraxis zu sammeln. Fischer blieb in Lausanne und verhalf dem Verein im Frühjahr 2013 zum Gewinn der Meisterschaft und dem damit verbundenen Aufstieg in die NLA.
Im Dezember 2017 entschloss Fischer sich zu einem Wechsel und unterschrieb einen Dreijahresvertrag beim HC Ambrì-Piotta, der ab der Saison 2018/19 galt. Zur Spielzeit 2023/24 wechselte er zum HC Ajoie.

### International
Im November 2014 bestritt Fischer im Rahmen des Deutschland Cups seine ersten A-Länderspiele. Zuvor war er Internationaler im Juniorenalter (U17, U18 und U20) und nahm an der U18-Weltmeisterschaft der Top-Division 2008 teil. 2009 gewann er in Herisau die U20-Weltmeisterschaft der Division I und stieg mit den Eidgenossen in die Top-Division dieser Altersklasse auf, wo er 2010 spielte.

## Erfolge und Auszeichnungen
- 2009 Aufstieg in die Top-Division bei der U20-Junioren-Weltmeisterschaft der Division I, Gruppe A
- 2013 Meister der National League B und Aufstieg in die National League A mit dem Lausanne HC
- 2022 Spengler-Cup-Gewinn mit dem HC Ambrì-Piotta

## Karrierestatistik
Stand: Ende der Saison 2024/25

### International
Vertrat die Schweiz bei:
- U18-Junioren-Weltmeisterschaft 2008
- U20-Junioren-Weltmeisterschaft der Division I 2009
- U20-Junioren-Weltmeisterschaft 2010

(Legende zur Spielerstatistik: Sp oder GP = absolvierte Spiele; T oder G = erzielte Tore; V oder A = erzielte Assists; Pkt oder Pts = erzielte Scorerpunkte; SM oder PIM = erhaltene Strafminuten; +/− = Plus/Minus-Bilanz; PP = erzielte Überzahltore; SH = erzielte Unterzahltore; GW = erzielte Siegtore; 1 Play-downs/Relegation; Kursiv: Statistik nicht vollständig)